# Dark Passion Play
Dark Passion Play е името на албум на финландската група Nightwish, който излиза на 26 септември 2007 г. Това е шестият студиен албум на групата, първи с новата вокалистка Анет Олсон, и първи без бившата Таря Турунен след раздялата им октомври 2005 г. Dark Passion Play е първият албум на групата от три години насам, най-дългият период от историята им, през който не са издавали албум.
Според слуховете за създаването на записа са похарчени над 500 000 €, което е двойно повече от цената на Once, това го прави най-скъпо струващия финландски албум въобще. Голяма част от парите са похарчени в студиото, а около 270 000 € за създаването на видеоклипове.

## Песни
1. The Poet And The Pendulum (13:54)
2. Bye Bye Beautiful (4:14)
3. Amaranth (3:57)
4. Cadence Of Her Last Breath (4:14)
5. Master Passion Greed (6:02)
6. Eva (4:24)
7. Sahara (5:47)
8. Whoever Brings The Night (4:17)
9. For The Heart I Once Had (3:55)
10. The Islander (5:05)
11. Last Of The Wilds (5:40)
12. 7 Days To The Wolves (7:03)
13. Meadows Of Heaven (7:10)